# Eduard Lippert
Eduard Amandus Lippert (Hamburgo, 8 de enero de 1844; ibídem, 19 de noviembre de 1925) fue un hombre de negocios, financiero y político alemán, que amasó su fortuna comerciando con África del Sur. Su acuerdo sobre los derechos de posesión de la tierra con el rey nativo Lobengula influyó en la posterior configuración política del sur de África durante las últimas décadas del siglo XIX. Como mecenas, donó al Observatorio de Hamburgo el telescopio que lleva su nombre.

## Semblanza
Lippert creció en Hamburgo, donde se formó como negociante. Después de varios años de actividades para casas comerciales en Londres, Nueva York y Hamburgo, ingresó a mediados de la década de 1860 en David Lippert & Co., empresa fundada por su padre y dirigida por su hermano Ludwig. La empresa inició sus operaciones en Hamburgo, para poco más adelante extenderse a Puerto Elizabeth, en Sudáfrica.
Tras el estallido de la Guerra franco-prusiana, Lippert regresó a Alemania para participar en el conflicto como enfermero voluntario. Después de la guerra, volvió a Hamburgo, coincidiendo con la época de mayor actividad del negocio de importación y exportación con Sudáfrica.
Lippert se casó con Maria Anna Zacharias (1854-1897), (hermana del juez Adolf Nicolaus Zacharias y del botánico Eduard Zacharias) que enfermó de cáncer en 1890 y falleció siete años después.
A finales de 1882, la empresa David Lippert & Co. sufrió enormes pérdidas en Ciudad del Cabo, siendo declarada insolvente en enero de 1883. La compañía se disolvió al año siguiente. Lippert se hizo cargo de los negocios en el Sur de África, donde se trasladó en 1884, instalándose en Pretoria. Trabajó principalmente en Barberton en los años siguientes, obteniendo un gran éxito en la financiación de las minas de oro. En 1887 obtuvo del Gobierno de la República Sudafricana el monopolio de facto de la dinamita. Este monopolio de importación era muy lucrativo y a la vez muy controvertido, debido a la intensificación de las actividades mineras en el Transvaal.
El monopolio de Lippert se tuvo que enfrentar al cártel general formado por las empresas alemanas y británicas de fabricación de pólvora, que confiaron a Julius Scharlach la protección de sus intereses. Finalmente, el cártel consiguió involucrarse en el monopolio de los explosivos desde 1893. Lippert vendió sus acciones de la empresa que tenía el monopolio en 1897. Ese mismo año regresó a Hamburgo, donde se dedicó a varias actividades benéficas, entre las que destaca la donación al Observatorio de Hamburgo-Bergedorf del telescopio que lleva su nombre.
Lippert compró en 1890 una granja en las afueras de Johannesburgo, sobre la que construyó en una villa denominada Marienhof que todavía se conserva. En el resto del terreno plantó árboles, pasando la zona a  conocerse con el nombre de la región boscosa alemana de Sachsenwald. Saxonwold pasaría a ser un barrio separado de Johannesburgo.

## Concesión Lippert en África del Sur
La "Concesión Lippert" está en el origen de los complejos acontecimientos políticos y económicos en Rodesia del Sur entre los siglos XIX y XX. Lippert compró al rey Lobengula los derechos sobre la tierra y los recursos naturales del reino de Matabele, a cambio de un pago anual. Sin embargo, el negociante británico Cecil Rhodes (1853-1902) se alarmó porque sus derechos en la zona perderían parte de su valor, y encargó a su socio Charles Rudd negociar con Lippert, llegándose a un acuerdo el 12 de septiembre de 1891 para el traspaso de sus derechos sobre la tierra. Posteriormente, Lippert viajó acompañado por su esposa Marie a completar las negociaciones con Lobengula. Finalmente, la concesión de Lippert pasaría a manos de la Compañía Británica de Sudáfrica según el contrato firmado el 11 de febrero de 1892.

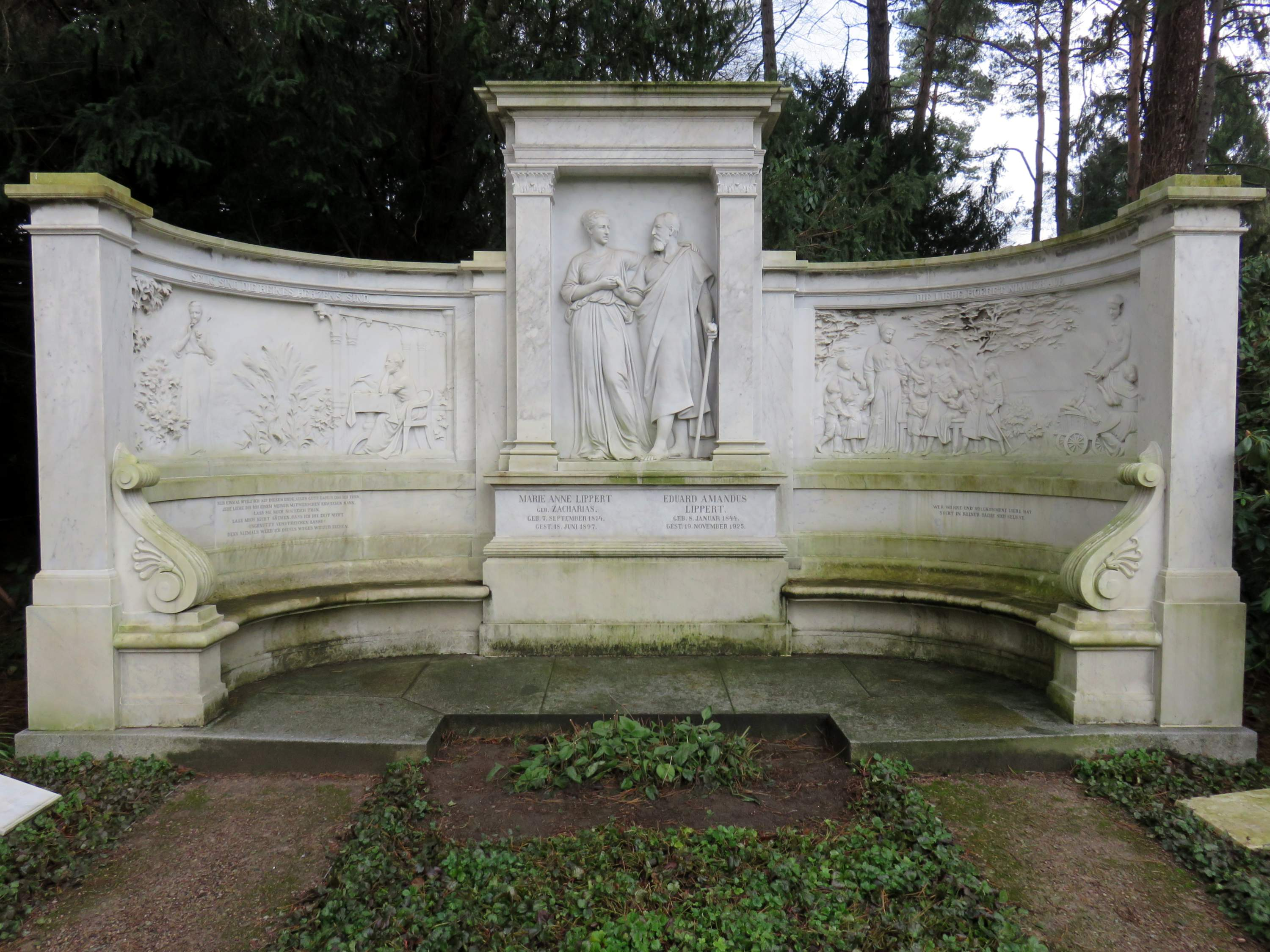
Tumba de Lippert en el cementerio de Ohlsdorf

## Actividad política
Lippert perteneció al Parlamento de Hamburgo de 1879 a 1883, siendo miembro de la diputación para el comercio y el transporte marítimo.

## Eponimia
- El Telescopio Lippert, un astrógrafo construido por Zeiss, que Lippert donó al Observatorio de Hamburgo-Bergedorf.
- El asteroide (846) Lipperta, descubierto en 1916 desde el Observatorio de Hamburgo, también lleva este nombre en su memoria.